# Liste der kanadischen Senatoren aus Québec
Die Liste der Senatoren Kanadas aus Québec zeigt alle ehemaligen und aktuellen Mitglieder des kanadischen Senats aus der Provinz Québec. Die Provinz wird durch 24 Senatoren vertreten.
Québec ist die einzige Provinz, in der die Sitze besonderen Senatsdivisionen zugeteilt sind. Die 24 Divisionen sind vom Verfassungsgesetz von 1867 vorgeschrieben, ihre Grenzen in den Konsolidierten Statuten von Kanada aus dem Jahr 1859 festgelegt. Die Grenzen der Divisionen wurden damals so festgelegt, dass die englischsprachige Minderheit angemessen vertreten war. Seither sind sie aber nie mehr geändert worden, weshalb weite Gebiete im Norden, die früher zu den Nordwest-Territorien gehörten, eigentlich gar nicht vertreten sind. Da ein Senator aber nicht zwingend in der von ihm vertretenen Division leben muss, hat die Einteilung heute rein formellen Charakter; allerdings muss er dort ein Grundstück im Wert 4000 Dollar besitzen (dieser Wert ist ebenfalls nie geändert worden). Siehe auch Senatsdivisionen.
Unter Berufung auf Artikel 26 der Verfassung ernannte Premierminister Brian Mulroney 1980 pro senatorische Region zwei zusätzliche Senatoren. Neben Québec sind dies die Regionen Westkanada, Ontario und Seeprovinzen. Diese Regelung kam bis heute nur einmal zur Anwendung. Die zwei zusätzlichen Senatoren aus Québec waren nicht an die vorgegebene Divisionseinteilung gebunden.

## Amtierende Senatoren
|  | Name                   | Partei           | Division        | Ernennung am  | Vorschlag von | Zwingender Rücktritt |
|  | ---------------------- | ---------------- | --------------- | ------------- | ------------- | -------------------- |
|  | Diane Bellemare        | Unabhängig (PSG) | Alma            | 6. Sep. 2012  | Harper        | 13. Okt. 2024        |
|  | Patrick Brazeau        | Unabhängig (ISG) | Repentigny      | 8. Jan. 2009  | Harper        | 11. Nov. 2049        |
|  | Claude Carignan        | Konservative     | Mille Isles     | 27. Aug. 2009 | Harper        | 4. Dez. 2039         |
|  | Jean-Guy Dagenais      | Unabhängig (CSG) | Victoria        | 17. Jan. 2012 | Harper        | 2. Feb. 2025         |
|  | Pierre J. Dalphond     | Unabhängig (ISG) | De Lorimier     | 6. Juni 2018  | J. Trudeau    | 1. Mai 2029          |
|  | Éric Forest            | Unabhängig (ISG) | Gulf            | 21. Nov. 2016 | J. Trudeau    | 4. Juni 2026         |
|  | Rosa Galvez            | Unabhängig (ISG) | Bedford         | 6. Dez. 2016  | J. Trudeau    | 21. Juni 2036        |
|  | Marc Gold              | Unabhängig (ISG) | Stadacona       | 25. Nov. 2016 | J. Trudeau    | 30. Juni 2025        |
|  | Leo Housakos           | Konservative     | Wellington      | 8. Jan. 2009  | Harper        | 10. Jan. 2043        |
|  | Tony Loffreda          | Unabhängig (ISG) | Shawinigan      | 22. Juli 2019 | J. Trudeau    | 14. Aug. 2037        |
|  | Paul Massicotte        | Unabhängig (ISG) | De Lanaudière   | 26. Juni 2003 | Chrétien      | 10. Sep. 2026        |
|  | Marie-Françoise Mégie  | Unabhängig (ISG) | Rougemont       | 25. Nov. 2016 | J. Trudeau    | 21. Sep. 2025        |
|  | Julie Miville-Dechêne  | Unabhängig (ISG) | Inkerman        | 20. Juni 2018 | J. Trudeau    | 10. Juli 2034        |
|  | Chantal Petitclerc     | Unabhängig (ISG) | Grandville      | 1. Apr. 2016  | J. Trudeau    | 15. Dez. 2044        |
|  | Raymonde Saint-Germain | Unabhängig (ISG) | De la Vallière  | 25. Nov. 2016 | J. Trudeau    | 7. Okt. 2026         |
|  | Judith Seidman         | Konservative     | De la Durantaye | 27. Aug. 2009 | Harper        | 1. Sep. 2025         |
|  | Larry Smith            | Konservative     | Saurel          | 25. Mai 2011  | Harper        | 28. Apr. 2026        |
|  | Josée Verner           | Unabhängig (CSG) | Montarville     | 13. Juni 2011 | Harper        | 30. Dez. 2034        |

## Ehemalige Senatoren
|  | Name                                   | Partei                  | Division        | Ernennung am                  | Vorschlag von | Mandatsende                |
|  | -------------------------------------- | ----------------------- | --------------- | ----------------------------- | ------------- | -------------------------- |
|  | John Abbott                            | Liberal-Konservative    | Inkerman        | 12. Mai 1887                  | Macdonald     | 30. Okt. 1893              |
|  | Auguste-Réal Angers                    | Konservative            | De la Vallière  | 16. Dez. 1892                 | Thompson      | 10. Juni 1896              |
|  | W. David Angus                         | Konservative            | Alma            | 10. Juni 1993                 | Mulroney      | 21. Juli 2012              |
|  | Joseph-François Armand                 | Konservative            | Repentigny      | 23. Okt. 1867                 | Proklamation  | 1. Jan. 1903               |
|  | Martial Asselin                        | Progressiv-Konservative | Stadacona       | 1. Sep. 1972                  | P. Trudeau    | 7. Aug. 1990               |
|  | Lise Bacon                             | Liberale                | De la Durantaye | 15. Sep. 1994                 | Chrétien      | 25. Aug. 2009              |
|  | Pierre Baillargeon                     | Liberale                | Stadacona       | 27. März 1874                 | Mackenzie     | 15. Dez. 1891              |
|  | George Bernard Baker                   | Liberal-Konservative    | Bedford         | 7. Jan. 1896                  | Bowell        | 9. Feb. 1910               |
|  | Charles Ballantyne                     | Progressiv-Konservative | Alma            | 3. Feb. 1932                  | Bennett       | 19. Okt. 1950              |
|  | Jean Bazin                             | Progressiv-Konservative | De la Durantaye | 29. Dez. 1986                 | Mulroney      | 8. Dez. 1989               |
|  | Louis-Philippe Beaubien                | Progressiv-Konservative | Bedford         | 16. Nov. 1960                 | Diefenbaker   | 28. März 1985              |
|  | Gérald Beaudoin                        | Konservative            | Rigaud          | 26. Sep. 1988                 | Mulroney      | 15. Apr. 2004              |
|  | Mario Beaulieu                         | Progressiv-Konservative | De la Durantaye | 30. Aug. 1990                 | Mulroney      | 22. Juni 1994              |
|  | François Béchard                       | Liberale                | De Lorimier     | 17. Juli 1896                 | Laurier       | 13. Apr. 1897              |
|  | Frédéric-Liguori Béique                | Liberale                | De Salaberry    | 7. Feb. 1902                  | Laurier       | 12. Sep. 1933              |
|  | Henri Sévérin Béland                   | Liberale                | Lauzon          | 5. Sep. 1925                  | KingKing      | 22. Apr. 1935              |
|  | Narcisse-Fortunat Belleau              | Konservative            | Stadacona       | 23. Okt. 1867                 | Proklamation  | 23. Okt. 1867              |
|  | Joseph-Hyacinthe Bellerose             | Konservative            | De Lanaudière   | 7. Okt. 1873                  | Macdonald     | 13. Aug. 1899              |
|  | Charles-Philippe Beaubien              | Konservative            | Montarville     | 3. Dez. 1915                  | Borden        | 17. Jan. 1949              |
|  | Elie Beauregard                        | Liberale                | Rougemont       | 9. Feb. 1940                  | King          | 27. Aug. 1954              |
|  | Michel Biron                           | Liberale                | Mille Isles     | 4. Okt. 2001                  | Chrétien      | 16. März 2009              |
|  | Pierre-Édouard Blondin                 | Konservative            | Les Laurentides | 20. Juli 1918                 | Borden        | 29. Okt. 1943              |
|  | Henri-Charles Bois                     | Liberale                | Montarville     | 3. Jan. 1957                  | Saint-Laurent | 18. Juli 1962              |
|  | Pierre-Hugues Boisvenu                 | Konservative            | La Salle        | 29. Jan. 2010                 | Harper        | 11. Feb. 2024              |
|  | Joseph Bolduc                          | Unabhängig              | Lauzon          | 3. Okt. 1884                  | Macdonald     | 13. Aug. 1924              |
|  | Roch Bolduc                            | Progressiv-Konservative | Golfe           | 26. Sep. 1988                 | Mulroney      | 10. Sep. 2003              |
|  | Joseph-Noël Bossé                      | Konservative            | De la Durantaye | 23. Okt. 1867                 | Proklamation  | 1. Jan. 1868               |
|  | Télésophore Damien Bouchard            | Liberale                | Les Laurentides | 3. März 1944                  | King          | 13. Nov. 1962              |
|  | Charles-Eugène Boucher de Boucherville | Konservative            | Montarville     | 12. Feb. 1879                 | Macdonald     | 11. Sep. 1915              |
|  | Paul-Henri Bouffard                    | Liberale                | Grandville      | 27. Dez. 1946                 | King          | 16. Feb. 1966              |
|  | Charles Bourgeois                      | Konservative            | Shawinigan      | 5. Aug. 1935                  | Bennett       | 15. Mai 1940               |
|  | Maurice Bourget                        | Liberale                | Les Laurentides | 27. Apr. 1963                 | Pearson       | 29. März 1979              |
|  | Romuald Bourque                        | Liberale                | De la Vallière  | 6. Juli 1963                  | Pearson       | 14. Aug. 1974              |
|  | Arthur Boyer                           | Liberale                | Rigaud          | 28. Juni 1909                 | Laurier       | 24. Jan. 1922              |
|  | Gustave Benjamin Boyer                 | Liberale                | Rigaud          | 11. März 1922                 | King          | 2. Dez. 1927               |
|  | Albert Joseph Brown                    | Konservative            | Wellington      | 6. Okt. 1932                  | Bennett       | 16. Nov. 1938              |
|  | Jacques Bureau                         | Liberale                | La Salle        | 5. Sep. 1925                  | King          | 23. Jan. 1933              |
|  | Jacques-Olivier Bureau                 | Liberale                | De Lorimier     | 23. Okt. 1867                 | Proklamation  | 7. Feb. 1883               |
|  | Joseph Casgrain                        | Liberale                | De Lanaudière   | 29. Jan. 1900                 | Laurier       | 6. Jan. 1939               |
|  | Thérèse Casgrain                       | Unabhängig              | Mille Isles     | 7. Okt. 1970                  | P. Trudeau    | 10. Juli 1971              |
|  | Claude Castonguay                      | Progressiv-Konservative | Stadacona       | 23. Sep. 1990                 | Mulroney      | 9. Dez. 1992               |
|  | Joseph-Édouard Cauchon                 | Unabhängig              | Stadacona       | 2. Nov. 1867                  | Proklamation  | 30. Juni 1872              |
|  | William Henry Chaffers                 | Liberale                | Rougemont       | 23. Okt. 1867                 | Proklamation  | 19. Juli 1894              |
|  | Andrée Champagne                       | Konservative            | Grandville      | 2. Aug. 2005                  | Martin        | 17. Juli 2014              |
|  | Jean-Charles Chapais                   | Konservative            | De la Durantaye | 30. Jan. 1868                 | Macdonald     | 17. Juli 1885              |
|  | Thomas Chapais                         | Konservative            | Grandville      | 31. Jan. 1919                 | Borden        | 15. Juli 1946              |
|  | Solange Chaput-Rolland                 | Progressiv-Konservative | Mille Isles     | 26. Sep. 1988                 | Mulroney      | 14. Mai 1994               |
|  | Guy Charbonneau                        | Progressiv-Konservative | Kennebec        | 27. Sep. 1979                 | P. Trudeau    | 21. Juni 1997              |
|  | Alexandre-René Chaussegros             | Konservative            | Lauzon          | 13. Dez. 1871                 | Macdonald     | 11. Apr. 1876              |
|  | Pierre-Joseph-Olivier Chauveau         | Konservative            | Stadacona       | 20. Feb. 1873                 | Macdonald     | 8. Jan. 1874               |
|  | Eugène Chinic                          | Konservative            | Golfe           | 10. Apr. 1873                 | Macdonald     | 3. Nov. 1882               |
|  | Philippe-Auguste Choquette             | Liberale                | Grandville      | 30. Sep. 1904                 | Laurier       | 29. Dez. 1919              |
|  | Henry Joseph Cloran                    | Liberale                | Victoria        | 30. Juni 1903                 | Laurier       | 8. Feb. 1928               |
|  | Matthew Henry Cochrane                 | Konservative            | Wellington      | 17. Okt. 1872                 | Macdonald     | 12. Aug. 1903              |
|  | Michel Cogger                          | Progressiv-Konservative | Lauzon          | 2. Mai 1986                   | Mulroney      | 1. Sep. 2000               |
|  | Charles Cormier                        | Liberale                | Kennebec        | 23. Okt. 1867                 | Proklamation  | 7. Mai 1887                |
|  | Jean-Pierre Côté                       | Liberale                | Kennebec        | 1. Sep. 1972                  | P. Trudeau    | 20. Apr. 1978              |
|  | Henri Courtemanche                     | Progressiv-Konservative | Rougemont       | 20. Jan. 1960                 | Diefenbaker   | 22. Dez. 1961              |
|  | Armand Daigle                          | Liberale                | Mille Isles     | 3. März 1944                  | King          | 8. März 1957               |
|  | Roméo Dallaire                         | Liberale                | Golfe           | 24. März 2005                 | Martin        | 17. Juni 2014              |
|  | Raoul Dandurand                        | Liberale                | De Lorimier     | 22. Jan. 1898                 | Laurier       | 11. März 1942              |
|  | Athanase David                         | Liberale                | Saurel          | 9. Feb. 1940                  | King          | 26. Jan. 1953              |
|  | Laurent-Olivier David                  | Liberale                | Mille Isles     | 19. Juni 1903                 | Laurier       | 24. Aug. 1926              |
|  | Paul David                             | Progressiv-Konservative | Bedford         | 16. Apr. 1985                 | Mulroney      | 25. Dez. 1994              |
|  | Dennis Dawson                          | Unabhängig (PSG)        | Lauzon          | 2. Aug. 2005                  | Martin        | 8. Feb. 2023               |
|  | Pierre-Antoine Deblois                 | Konservative            | La Salle        | 13. Feb. 1883                 | Macdonald     | 21. Juni 1898              |
|  | Alphonse Déchêne                       | Liberale                | De la Durantaye | 13. Mai 1901                  | Laurier       | 1. Mai 1902                |
|  | Jacques Demers                         | Konservative            | Rigaud          | 27. Aug. 2009                 | Harper        | 25. Aug. 2019              |
|  | Azellus Denis                          | Liberale                | La Salle        | 3. Feb. 1964                  | Pearson       | 4. Sep. 1991               |
|  | Jean-Paul Deschatelets                 | Liberale                | Lauzon          | 24. Feb. 1966                 | Pearson       | 10. Jan. 1986              |
|  | Alphonse Desjardins                    | Konservative            | De Lorimier     | 1. Okt. 1892                  | Abbott        | 16. Juni 1896              |
|  | Paul Desruisseaux                      | Liberale                | Wellington      | 8. Juli 1966                  | Pearson       | 1. Mai 1980                |
|  | Georges-Casimir Dessaulles             | Liberale                | Rougemont       | 12. März 1907                 | Laurier       | 19. Apr. 1930              |
|  | Jean-Marie Dessureault                 | Liberale                | Stadacona       | 9. Juni 1945                  | King          | 16. Aug. 1970              |
|  | Pierre de Bané                         | Liberale                | De la Vallière  | 29. Juni 1984                 | P. Trudeau    | 2. Aug. 2013               |
|  | Mark Robert Drouin                     | Progressiv-Konservative | La Salle        | 4. Okt. 1957                  | Diefenbaker   | 12. Okt. 1963              |
|  | George Alexander Drummond              | Konservative            | Kennebec        | 1. Dez. 1888                  | Macdonald     | 2. Feb. 1910               |
|  | Léandre Dumouchel                      | Konservative            | Mille Isles     | 23. Okt. 1867                 | Proklamation  | 23. Sep. 1882              |
|  | Renée Dupuis                           | Unabhängig (ISG)        | The Laurentides | 10. Nov. 2016                 | J. Trudeau    | 16. Jan. 2024              |
|  | Vincent Dupuis                         | Liberale                | Rigaud          | 18. Apr. 1945                 | King          | 11. Mai 1967               |
|  | Pamphile du Tremblay                   | Liberale                | Repentigny      | 19. Nov. 1942                 | King          | 6. Okt. 1955               |
|  | John Ewasew                            | Liberale                | Montarville     | 17. Dez. 1976                 | P. Trudeau    | 26. März 1978              |
|  | Raymond Eudes                          | Liberale                | De Lorimier     | 8. Apr. 1968                  | Pearson       | 25. Okt. 1980              |
|  | Hector Fabre                           | Unabhängig              | La Salle        | 5. Feb. 1875                  | Mackenzie     | 12. Juli 1882              |
|  | Joseph-Fernand Fafard                  | Liberale                | De la Durantaye | 29. Jan. 1940                 | King          | 14. Mai 1955               |
|  | Guillaume-André Fauteux                | Konservative            | De Salaberry    | 30. Sep. 1933                 | Bennett       | 10. Sep. 1940              |
|  | Charles-Édouard Ferland                | Liberale                | Chaouinigane    | 18. Apr. 1945                 | King          | 18. Apr. 1951              |
|  | Marisa Ferretti Barth                  | Liberale                | Repentigny      | 23. Sep. 1997                 | Chrétien      | 28. Apr. 2006              |
|  | James Ferrier                          | Konservative            | Chaouinigane    | 23. Okt. 1867                 | Proklamation  | 30. Mai 1888               |
|  | Sheila Finestone                       | Liberale                | Montarville     | 11. Aug. 1999                 | Chrétien      | 28. Jan. 2002              |
|  | Jean-Baptiste Fiset                    | Liberale                | Golfe           | 20. Okt. 1897                 | Laurier       | 5. Jan. 1917               |
|  | Jacques Flynn                          | Progressiv-Konservative | Rougemont       | 9. Nov. 1962                  | Diefenbaker   | 22. Aug. 1990              |
|  | Louis-Joseph Forget                    | Konservative            | Saurel          | 15. Juni 1896                 | Tupper        | 7. Apr. 1911               |
|  | Michael Fortier                        | Konservative            | Rougemont       | 27. Feb. 2006                 | Harper        | 7. Sep. 2008               |
|  | Émile Fortin                           | Konservative            | De la Durantaye | 14. Aug. 1935                 | Bennett       | 18. Mai 1936               |
|  | Pierre-Étienne Fortin                  | Konservative            | Kennebec        | 13. Mai 1887                  | Macdonald     | 15. Juni 1888              |
|  | Suzanne Fortin-Duplessis               | Konservative            | Rougemont       | 14. Jan. 2009                 | Harper        | 30. Juni 2015              |
|  | Asa Belknap Foster                     | Konservative            | Bedford         | 23. Okt. 1867                 | Proklamation  | 1. Jan. 1874               |
|  | George Green Foster                    | Konservative            | Alma            | 27. Juli 1917                 | Borden        | 1. Mai 1931                |
|  | Sarto Fournier                         | Liberale                | De Lanaudière   | 12. Juni 1953                 | Saint-Laurent | 23. Juli 1980              |
|  | Francis Fox                            | Liberale                | Victoria        | 29. Aug. 2005                 | Martin        | 2. Dez. 2011               |
|  | Joan Fraser                            | Liberale                | De Lorimier     | 17. Sep. 1998                 | Chrétien      | 2. Feb. 2018               |
|  | Louis-Philippe Gélinas                 | Liberale                | Montarville     | 11. Juni 1963                 | Pearson       | 10. Dez. 1965              |
|  | Philippe Gigantès                      | Liberale                | De Lorimier     | 13. Jan. 1984                 | P. Trudeau    | 16. Okt. 1998              |
|  | Louis de Gonzague Giguère              | Liberale                | De la Durantaye | 10. Sep. 1968                 | P. Trudeau    | 18. Dez. 1986              |
|  | Aurélien Gill                          | Liberale                | Wellington      | 17. Sep. 1998                 | Chrétien      | 26. Aug. 2008              |
|  | Adélard Godbout                        | Liberale                | Montarville     | 25. Juni 1949                 | Saint-Laurent | 18. Sep. 1956              |
|  | Joseph Godbout                         | Liberale                | La Salle        | 4. Apr. 1901                  | Laurier       | 1. Apr. 1923               |
|  | Carl Goldenberg                        | Liberale                | Rigaud          | 4. Nov. 1971                  | P. Trudeau    | 20. Okt. 1982              |
|  | Yoine Goldstein                        | Liberale                | Rigaud          | 29. Aug. 2005                 | Martin        | 11. Mai 2009               |
|  | Léon Mercier Gouin                     | Liberale                | De Salaberry    | 7. Nov. 1940                  | King          | 18. März 1976              |
|  | Norman Grimard                         | Progressiv-Konservative | Québec          | 27. Sep. 1990                 | Mulroney      | 16. Juni 2000              |
|  | Jean-Baptiste Guèvremont               | Konservative            | Saurel          | 23. Okt. 1867                 | Proklamation  | 14. Juni 1896              |
|  | John Thomas Hackett                    | Progressiv-Konservative | Victoria        | 28. Juli 1955                 | Saint-Laurent | 15. Sep. 1956              |
|  | John Hamilton                          | Konservative            | Inkerman        | 23. Okt. 1867                 | Proklamation  | 1. Mai 1887                |
|  | Jacques Hébert                         | Liberale                | Wellington      | 20. Apr. 1983                 | P. Trudeau    | 21. Juni 1998              |
|  | Céline Hervieux-Payette                | Liberale                | Bedford         | 21. März 1995                 | Chrétien      | 22. Apr. 2016              |
|  | William Hales Hingston                 | Konservative            | Rougemont       | 2. Jan. 1896                  | Bowell        | 19. Feb. 1907              |
|  | Charles Benjamin Howard                | Liberale                | Wellington      | 9. Feb. 1940                  | King          | 25. März 1964              |
|  | William James Hushion                  | Liberale                | Victoria        | 15. Feb. 1940                 | King          | 29. Jan. 1954              |
|  | Marianna Beauchamp Jodoin              | Liberale                | Saurel          | 19. Mai 1953                  | Saint-Laurent | 1. Juni 1966               |
|  | Serge Joyal                            | Unabhängig (PSG)        | Kennebec        | 26. Nov. 1997                 | Chrétien      | 31. Jan. 2020              |
|  | Édouard Jucherau                       | Konservative            | La Salle        | 23. Okt. 1867                 | Proklamation  | 1. Jan. 1871               |
|  | Elzéar-Henri Jucherau                  | Konservative            | Lauzon          | 23. Okt. 1867                 | Proklamation  | 12. Mai 1871               |
|  | Leo Kolber                             | Liberale                | Victoria        | 23. Dez. 1983                 | P. Trudeau    | 18. Jan. 2004              |
|  | Adrian Knatchbull-Hugessen             | Liberale                | Inkerman        | 12. Jan. 1937                 | King          | 1. Jan. 1967               |
|  | Alexandre Lacoste                      | Konservative            | De Lorimier     | 11. Jan. 1884                 | Macdonald     | 13. Sep. 1891              |
|  | Louis Lacoste                          | Konservative            | Montarville     | 23. Okt. 1867                 | Proklamation  | 26. Nov. 1878              |
|  | Napoléon Laflamme                      | Liberale                | Mille Isles     | 21. Dez. 1927                 | King          | 10. Aug. 1929              |
|  | Paul Lafond                            | Liberale                | Golfe           | 7. Okt. 1970                  | P. Trudeau    | 27. Mai 1988               |
|  | Maurice Lamontagne                     | Liberale                | Inkerman        | 6. Apr. 1967                  | Pearson       | 12. Juni 1983              |
|  | Auguste Landry                         | Konservative            | Stadacona       | 23. Feb. 1892                 | Abbott        | 20. Dez. 1919              |
|  | Léopold Langlois                       | Liberale                | Grandville      | 8. Juli 1966                  | Pearson       | 2. Okt. 1988               |
|  | Jean Lapointe                          | Liberale                | Saurel          | 13. Juni 2001                 | Chrétien      | 6. Dez. 2010               |
|  | Renaude Lapointe                       | Liberale                | Mille Isles     | 10. Nov. 1971                 | P. Trudeau    | 3. Jan. 1987               |
|  | Louis Lavergne                         | Liberale                | Kennebec        | 13. Okt. 1910                 | Laurier       | 1. Jan. 1930               |
|  | Raymond Lavigne                        | Liberale                | Montarville     | 26. März 2002                 | Chrétien      | 21. März 2011              |
|  | Thérèse Lavoie-Roux                    | Progressiv-Konservative | Acadie          | 27. Sep. 1990                 | Mulroney      | 12. März 2001              |
|  | Fernand Leblanc                        | Liberale                | Saurel          | 27. März 1979                 | P. Trudeau    | 1. Juli 1992               |
|  | Thomas Lefebvre                        | Liberale                | De Lanaudière   | 9. Juli 1984                  | Turner        | 20. Nov. 1992              |
|  | J.-Eugène Lefrançois                   | Liberale                | Repentigny      | 25. Apr. 1957                 | Saint-Laurent | 5. Nov. 1976               |
|  | Joseph-Hormisdas Legris                | Liberale                | Repentigny      | 10. Feb. 1903                 | Laurier       | 6. März 1932               |
|  | Rodolphe Lemieux                       | Liberale                | Rougemont       | 3. Juni 1930                  | King          | 28. Sep. 1937              |
|  | Jean Le Moyne                          | Liberale                | Rigaud          | 23. Dez. 1982                 | P. Trudeau    | 17. Feb. 1988              |
|  | Joseph Lesage                          | Liberale                | Golfe           | 3. März 1944                  | King          | 9. März 1950               |
|  | James Leslie                           | Konservative            | Alma            | 23. Okt. 1867                 | Proklamation  | 6. Dez. 1873               |
|  | David L’Espérance                      | Konservative            | Golfe           | 26. Juli 1917                 | Borden        | 31. Aug. 1941              |
|  | Luc Letellier de Saint-Just            | Liberale                | Grandville      | 23. Okt. 1867                 | Proklamation  | 15. Dez. 1876              |
|  | John Lynch-Staunton                    | Konservative            | Grandville      | 23. Sep. 1990                 | Mulroney      | 19. Juni 2005              |
|  | Robert Mackay                          | Liberale                | Alma            | 21. Jan. 1901                 | Laurier       | 25. Dez. 1916              |
|  | Alan Macnaughton                       | Liberale                | Saurel          | 8. Juli 1966                  | Pearson       | 30. Juli 1978              |
|  | Shirley Maheu                          | Liberale                | Rougemont       | 1. Feb. 1996                  | Chrétien      | 2. Feb. 2006               |
|  | Charles-Christophe Malhiot             | Liberale                | De la Vallière  | 23. Okt. 1867                 | Proklamation  | 9. Nov. 1874               |
|  | Ghislain Maltais                       | Konservative            | Chaouinigane    | 6. Jan. 2012                  | Harper        | 22. Apr. 2019              |
|  | Jean Marchand                          | Liberale                | De la Vallière  | 9. Dez. 1976                  | P. Trudeau    | 15. Dez. 1983              |
|  | Louis-François-Rodrigue Masson         | Konservative            | Mille Isles     | 29. Sep. 1882 3. Februar 1890 | Macdonald     | 6. Nov. 1884 11. Juni 1903 |
|  | Wilfrid Laurier McDougald              | Liberale                | Wellington      | 25. Juni 1926                 | King          | 3. Mai 1932                |
|  | Léonce Mercier                         | Liberale                | Mille Isles     | 9. Aug. 1996                  | Chrétien      | 11. Aug. 2001              |
|  | Léon Méthot                            | Progressiv-Konservative | Chaouinigane    | 12. Dez. 1957                 | Diefenbaker   | 6. Aug. 1972               |
|  | William Mitchell                       | Liberale                | Wellington      | 5. März 1904                  | Laurier       | 10. Mai 1926               |
|  | Hartland Molson                        | Unabhängig              | Alma            | 28. Juli 1955                 | Saint-Laurent | 31. Mai 1993               |
|  | Gustave Monette                        | Progressiv-Konservative | Mille Isles     | 12. Okt. 1957                 | Diefenbaker   | 23. Dez. 1969              |
|  | Hyppolite Montplaisir                  | Liberal-Konservative    | Chaouinigane    | 9. Feb. 1891                  | Macdonald     | 20. Juni 1927              |
|  | Lucien Moraud                          | Progressiv-Konservative | La Salle        | 30. Dez. 1933                 | Bennett       | 29. Mai 1951               |
|  | Yves Morin                             | Liberale                | Lauzon          | 8. März 2001                  | Chrétien      | 28. Nov. 2004              |
|  | Edward Murphy                          | Konservative            | Victoria        | 30. Mai 1889                  | Macdonald     | 5. Dez. 1895               |
|  | Jacob Nicol                            | Liberale                | Bedford         | 14. Juli 1944                 | King          | 23. Sep. 1958              |
|  | Pierre Claude Nolin                    | Konservative            | De Salaberry    | 18. Juni 1993                 | Mulroney      | 23. Apr. 2015              |
|  | James O’Brien                          | Konservative            | Victoria        | 2. Jan. 1896                  | Bowell        | 28. Mai 1903               |
|  | Alexander Walker Ogilvie               | Konservative            | Alma            | 24. Dez. 1881                 | Macdonald     | 18. Jan. 1901              |
|  | Louis-Auguste Olivier                  | Liberale                | De Lanaudière   | 23. Okt. 1867                 | Proklamation  | 8. Sep. 1873               |
|  | William Owens                          | Konservative            | Inkerman        | 12. Jan. 1896                 | Bowell        | 8. Juni 1917               |
|  | Charles-Eugène Panet                   | Liberale                | La Salle        | 27. März 1874                 | Mackenzie     | 4. Feb. 1875               |
|  | Louis Panet                            | Konservative            | La Salle        | 10. Feb. 1871                 | Macdonald     | 26. März 1874              |
|  | Anselme-Homère Pâquet                  | Liberale                | De la Vallière  | 9. Feb. 1875                  | Mackenzie     | 22. Dez. 1891              |
|  | Eugène Pâquet                          | Konservative            | Lauzon          | 14. Aug. 1935                 | Bennett       | 8. Mai 1951                |
|  | Joseph-Arthur Pâquet                   | Liberale                | La Salle        | 27. Juni 1898                 | Laurier       | 29. März 1901              |
|  | Philippe-Jacques Paradis               | Liberale                | Chaouinigane    | 14. Dez. 1927                 | King          | 20. Juni 1933              |
|  | Georges Parent                         | Liberale                | Kennebec        | 3. Juni 1930                  | King          | 14. Dez. 1942              |
|  | Charles Pelletier                      | Liberale                | Grandville      | 2. Feb. 1877                  | Mackenzie     | 1. Sep. 1904               |
|  | Edward Goff Penny                      | Liberale                | Alma            | 13. März 1874                 | Mackenzie     | 11. Okt. 1881              |
|  | Lucie Pépin                            | Liberale                | Chaouinigane    | 8. Apr. 1997                  | Chrétien      | 7. Sep. 2011               |
|  | Lazarus Phillips                       | Liberale                | Rigaud          | 9. Feb. 1968                  | Pearson       | 10. Okt. 1970              |
|  | Madeleine Plamondon                    | Unabhängig              | Les Laurentides | 9. Sep. 2003                  | Chrétien      | 21. Sep. 2006              |
|  | Jean-Marie Poitras                     | Progressiv-Konservative | De Salaberry    | 28. Sep. 1988                 | Mulroney      | 25. Mai 1993               |
|  | Rufus Henry Pope                       | Progressiv-Konservative | Bedford         | 14. Nov. 1911                 | Borden        | 16. Mai 1944               |
|  | Jean-François Pouliot                  | Liberale                | De la Durantaye | 28. Juli 1955                 | Saint-Laurent | 28. Juni 1966              |
|  | Charles Gavan Power                    | Liberale                | Golfe           | 28. Juli 1955                 | Saint-Laurent | 30. Mai 1968               |
|  | Christian Pozer                        | Unabhängig              | Lauzon          | 20. Sep. 1876                 | Mackenzie     | 18. Juli 1884              |
|  | André Pratte                           | Unabhängig (ISG)        | De Salaberry    | 1. Apr. 2016                  | J. Trudeau    | 21. Okt. 2019              |
|  | Jules-Édouard Prévost                  | Liberale                | Mille Isles     | 3. Juni 1930                  | King          | 13. Okt. 1943              |
|  | David Edward Price                     | Konservative            | Les Laurentides | 23. Okt. 1867                 | Proklamation  | 22. Aug. 1883              |
|  | Evans John Price                       | Konservative            | Les Laurentides | 1. Dez. 1888                  | Macdonald     | 30. Aug. 1899              |
|  | Marcel Prud’homme                      | Unabhängig              | La Salle        | 26. Mai 1993                  | Mulroney      | 30. Nov. 2009              |
|  | Josie Alice Quart                      | Progressiv-Konservative | Victoria        | 16. Nov. 1960                 | Diefenbaker   | 17. Apr. 1980              |
|  | Joseph-Hormisdas Rainville             | Liberale                | Repentigny      | 6. Okt. 1932                  | Bennett       | 14. Apr. 1942              |
|  | Donat Raymond                          | Liberale                | De la Vallière  | 20. Dez. 1926                 | King          | 5. Juni 1963               |
|  | Louis Renaud                           | Konservative            | De Salaberry    | 23. Okt. 1867                 | Proklamation  | 1. Okt. 1873               |
|  | Maurice Riel                           | Liberale                | Chaouinigane    | 5. Okt. 1973                  | P. Trudeau    | 3. Apr. 1997               |
|  | Michel Rivard                          | Konservative            | Laurentides     | 2. Jan. 2009                  | Harper        | 7. Aug. 2016               |
|  | Jean-Claude Rivest                     | Unabhängig              | Stadacona       | 11. März 1993                 | Mulroney      | 31. Jan. 2015              |
|  | Pietro Rizzuto                         | Liberale                | Repentigny      | 23. Dez. 1976                 | P. Trudeau    | 3. Aug. 1997               |
|  | Fernand Roberge                        | Progressiv-Konservative | Saurel          | 26. Mai 1993                  | Mulroney      | 19. Juli 2000              |
|  | Louis Robitaille                       | Konservative            | Golfe           | 8. Feb. 1883                  | Macdonald     | 28. Dez. 1884              |
|  | Théodore Robitaille                    | Konservative            | Golfe           | 29. Jan. 1885                 | Macdonald     | 17. Aug. 1897              |
|  | Charles-Séraphin Rodier                | Konservative            | Mille Isles     | 12. Dez. 1888                 | Macdonald     | 26. Jan. 1890              |
|  | Jean-Baptiste Rolland                  | Konservative            | Mille Isles     | 22. Okt. 1887                 | Macdonald     | 22. März 1888              |
|  | James Gibb Ross                        | Konservative            | Les Laurentides | 11. Jan. 1884                 | Macdonald     | 1. Okt. 1888               |
|  | John Jones Ross                        | Konservative            | De la Durantaye | 12. Apr. 1887                 | Macdonald     | 4. Mai 1901                |
|  | Yvette Boucher Rousseau                | Liberale                | De Salaberry    | 27. März 1979                 | P. Trudeau    | 17. März 1988              |
|  | Jean-Louis Roux                        | Liberale                | Mille Isles     | 31. Aug. 1994                 | Chrétien      | 8. Aug. 1996               |
|  | Thomas Ryan                            | Konservative            | Victoria        | 23. Okt. 1867                 | Proklamation  | 25. Mai 1889               |
|  | Édouard-Charles Saint-Père             | Liberale                | De Lanaudière   | 9. Feb. 1940                  | King          | 31. Jan. 1950              |
|  | John Sewell Sanborn                    | Liberale                | Wellington      | 23. Okt. 1867                 | Proklamation  | 1. Okt. 1872               |
|  | Arthur Sauvé                           | Progressiv-Konservative | Rigaud          | 20. Juli 1935                 | Bennett       | 6. Feb. 1944               |
|  | Louis-Adélard Senécal                  | Konservative            | Mille Isles     | 25. Jan. 1887                 | Macdonald     | 11. Okt. 1887              |
|  | Raymond Setlakwe                       | Liberale                | Les Laurentides | 20. Juni 2000                 | Chrétien      | 3. Juli 2003               |
|  | Joseph Shehyn                          | Liberale                | Les Laurentides | 5. Feb. 1900                  | Laurier       | 14. Juli 1918              |
|  | Gardner Green Stevens                  | Liberale                | Bedford         | 12. Feb. 1876                 | Mackenzie     | 15. Apr. 1892              |
|  | John Sylvain                           | Progressiv-Konservative | Rougemont       | 7. Sep. 1990                  | Mulroney      | 1. Feb. 1996               |
|  | Joseph Tassé                           | Konservative            | De Salaberry    | 9. Feb. 1891                  | Macdonald     | 17. Jan. 1895              |
|  | Jules Tessier                          | Liberale                | De la Durantaye | 12. März 1903                 | Laurier       | 6. Jan. 1934               |
|  | Ulric-Joseph Tessier                   | Liberale                | Golfe           | 23. Okt. 1867                 | Proklamation  | 11. Feb. 1873              |
|  | Alfred Thibaudeau                      | Liberale                | De la Vallière  | 22. Aug. 1896                 | Laurier       | 15. Aug. 1926              |
|  | Joseph-Rosaire Thibaudeau              | Liberale                | Rigaud          | 4. Jan. 1878                  | Mackenzie     | 16. Juni 1909              |
|  | Edmund William Tobin                   | Liberale                | Victoria        | 3. Juni 1930                  | King          | 24. Juni 1938              |
|  | Arthur Tremblay                        | Progressiv-Konservative | Les Laurentides | 27. Sep. 1979                 | Clark         | 18. Juni 1992              |
|  | Léonard Tremblay                       | Liberale                | Lauzon          | 12. Juni 1953                 | Saint-Laurent | 2. Sep. 1965               |
|  | François-Xavier-Anselme Trudel         | Konservative            | De Salaberry    | 31. Okt. 1873                 | Macdonald     | 17. Jan. 1890              |
|  | Cyrille Vaillancourt                   | Liberale                | Kennebec        | 3. März 1944                  | King          | 3. Jan. 1969               |
|  | Thomas Vien                            | Liberale                | De Lorimier     | 5. Okt. 1942                  | King          | 1. Apr. 1968               |
|  | Joseph-Octave Villeneuve               | Konservative            | De Salaberry    | 2. Jan. 1896                  | Bowell        | 27. Juni 1901              |
|  | Claude Wagner                          | Progressiv-Konservative | Kennebec        | 21. Apr. 1978                 | P. Trudeau    | 11. Juli 1979              |
|  | Lorne Campbell Webster                 | Konservative            | Stadacona       | 10. Jan. 1920                 | Borden        | 27. Sep. 1941              |
|  | Richard Smeaton White                  | Konservative            | Inkerman        | 30. Juli 1917                 | Borden        | 17. Dez. 1936              |
|  | Charles Wilson                         | Konservative            | Rigaud          | 23. Okt. 1867                 | Proklamation  | 4. Mai 1877                |
|  | Joseph-Marcellin Wilson                | Liberale                | Saurel          | 3. Mai 1911                   | Laurier       | 1. Jan. 1939               |
|  | Lawrence Alexander Wilson              | Liberale                | Rigaud          | 3. Juni 1930                  | King          | 3. März 1934               |
|  | Charlie Watt                           | Liberale                | Inkerman        | 16. Jan. 1984                 | P. Trudeau    | 16. März 2018              |
|  | Dalia Wood                             | Liberale                | Montarville     | 26. März 1979                 | P. Trudeau    | 31. Jan. 1999              |

## Senatsdivisionen
Die Grenzen der Divisionen werden wie folgt in den Konsolidierten Statuten von Kanada aus dem Jahr 1859 festgeschrieben:
| Division        | Ausdehnung |
| --------------- | --- |
| Alma            | „Die Gemeinden Long-Point, Pointe-aux-Trembles, Rivière-des-Prairies, Sault-aux-Récollets in der Grafschaft Hochelaga und jener Teil der Gemeinde Montréal östlich der Verlängerung der Rue Saint-Denis; die Grafschaft Laval und jener Teil der Gemeinde Montréal östlich der Verlängerung von Rue Bonsécours und Rue Saint-Denis.“ |
| Bedford         | „Die Grafschaften Missisquoi, Brome und Shefford.“ |
| De la Durantaye | „Der Rest der Grafschaft L’Islet, die Grafschaften Montmagny und Bellechasse sowie die Gemeinden Saint-Joseph, Saint-Henri und Notre-Dame-de-la-Victoire in der Grafschaft Lévis.“ Die Feststellung „der Rest der Grafschaft L’Islet“ bezieht sich auf die Beschreibung der Senatsdivision Grandville.                               |
| De la Vallière  | „Die Grafschaften Nicolet und Yamaska, die Städte Wendover, Grantham und jener Teil von Upton, der in der Grafschaft Drummond liegt.“ |
| De Lanaudière   | „Der Rest der Grafschaft Maskinongé, die Grafschaften Berthier und Joliette mit Ausnahme der Gemeinde Saint-Paul, die Stadt Kildare und deren Erweiterung sowie die die Stadt Cathcart.“ Die Feststellung „der Rest der Grafschaft Maskinongé“ bezieht sich auf die Beschreibung der Senatsdivision Shawinigan.                      |
| De Lorimier     | „Die Grafschaften Saint-Jean und Napierville; Saint-Jean-Chrysosôme und Russelltown in der Grafschaft Châteauguay; Hemmingford in der Grafschaft Huntingdon.“ |
| De Salaberry    | „Der Rest der Grafschaft Châteauguay, der Rest der Grafschaft Huntingdon sowie die Grafschaft Beauharnois.“ Fehlende Teile siehe Beschreibung der Senatsdivision De Lorimier. |
| Grandville      | „Die Grafschaften Témiscouata und Kamouraska, die Gemeinden Saint-Roch-des-Aulnets und Saint-Jean-Port-Joli sowie die Verlängerung dessen in einer geraden Linie zur Provinzgrenze in der Grafschaft L’Islet.“ |
| Golfe           | „Die Grafschaften Gaspé, Bonaventure und Rimouski.“ |
| Inkerman        | „Die Grafschaften Argenteuil, Ottawa und Pontiac.“ |
| Kennebec        | „Die Grafschaften Lotbinière, Mégantic und Arthabaska.“ |
| La Salle        | „Der Rest der Grafschaft Québec, die Grafschaft Portneuf sowie alle jene Teile der Banlieue von Québec, die in der Gemeinde Notre-Dame-de-Québec liegen.“ Die Feststellung „der Rest der Grafschaft Québec“ bezieht sich auf die Beschreibung der Senatsdivsion Laurentides.                                                         |
| Lauzon          | „Der Rest der Grafschaft Lévis, die Grafschaften Dorchester und Beauce.“ Die Feststellung „der Rest der Grafschaft Lévis“ bezieht sich auf die Beschreibung der Senatsdivision De la Durantaye. |
| Les Laurentides | „Die Grafschaften Chicoutimi, Charlevoix, Saguenay und Montmorency, die Seigneurie Beauport die Gemeinde Charlesbourg sowie die Städte Stoneham und Tewkesbury in der Grafschaft Québec.“ |
| Mille Isles     | „Die Grafschaften Terrebonne und Deux-Montagnes.“ |
| Montarville     | „Die Grafschaften Verchères, Chambly und Laprairie.“ |
| Repentigny      | „Die Gemeinde Saint-Paul, die Stadt Kildare und deren Erweiterung sowie die Stadt Cathcart in der Grafschaft Joliette; die Grafschaften L’Assomption und Montcalm.“ |
| Rigaud          | „Der Rest der Gemeinde Montréal sowie die Grafschaften Jacques-Cartier, Vaudreuil und Solanges.“ Die Feststellung „der Rest der Gemeinde Montréal“ bezieht sich auf die Beschreibung der Senatsdivision Alma. |
| Rougemont       | „Der Rest der Grafschaft Saint-Hyacinth, die Grafschaften Rouville und Iberville.“ Die Feststellung „der Rest der Gemeinde Grafschaft Saint-Hyacinth“ bezieht sich auf die Beschreibung der Senatsdivision Saurel. |
| Chaouinigane    | „Die Grafschaften Richelieu und Bagot sowie die Gemeinden Saint-Denis, La Présentation, Saint-Barnabé und Saint-Jude in der Grafschaft Saint-Hyacinth.“ |
| Saurel          | „Die Grafschaften Champlain und Saint-Maurice, die Stadt Trois-Rivières, die Gemeinen Rivière-du-Loup, Saint-Léon, Saint-Paulin sowie die Stadt Hunterstown und deren Erweiterung in der Grafschaft Maskinongé.“ |
| Stadacona       | „Der Rest der Stadt und der Banlieue Québec.“ Die Feststellung „der Rest…“ bezieht sich auf die Beschreibung der Senatsdivision La Salle. |
| Victoria        | „Der Rest der Stadt Montréal.“ Diese Feststellung bezieht sich auf die Beschreibung der Senatsdivision Alma. |
| Wellington      | „Der Rest der Grafschaft Drummond, die Grafschaft Richmond, die Stadt Sherbrooke, the Grafschaften Wolfe, Compton und Stanstead.“ Die Feststellung „der Rest der Grafschaft Drummond“ bezieht sich auf die Beschreibung der Senatsdivision De la Vallière.                                                                           |